# Coppa Italia (Frauenfußball)
Die Coppa Italia ist ein italienischer Fußballwettbewerb für Frauenfußballvereinsmannschaften. Der Pokalwettbewerb wird von der Federazione Italiana Giuoco Calcio (FIGC) ausgetragen.

## Hintergrund und Geschichte
Der erste Pokalwettbewerb unter Schirmherrschaft der FIGC startete 1970 und endete mit dem Endspiel zwischen Real Turin und Amaro Trinacria im März 1971 im heutigen Olympiastadion Turin, das die Gastgeberinnen mit einem 5:0-Erfolg für sich entschieden und somit sich zu den ersten Titelträgerinnen krönten. In den folgenden Jahren gab es wechselnde Gewinnerinnen, erst die ACF Milan konnte mit der erfolgreichen Titelverteidigung 1976 einen zweiten Titelgewinn einfahren. Aktuelle Rekordtitelträgerin ist die ASD Torres Calcio mit acht Pokalsiegen, zuletzt wurde der Wettbewerb 2011 gewonnen. 2024 gewann die AS Rom den Titel.
Die Art der Austragung des Wettbewerbs änderte sich mehrfach im Lauf der Zeit. Aktuell sind die 26 Mannschaften aus der Serie A und der Serie B teilnahmeberechtigt. Dabei spielen die Vorjahresaufsteiger in die Serie B sowie der am schlechtesten platzierte Nichtaufsteiger in einer Vorrunde zwei Teilnehmer am Sechzehntelfinale aus, in dem zudem neben den weiteren Serie-B-Teilnehmerinnen die beiden Serie-A-Aufsteiger antreten. Die acht weiteren Serie-A-Teilnehmerinnen nehmen im Achtelfinale den Spielbetrieb im Wettbewerb auf.